# Solenoptera dominicensis
Solenoptera dominicensis là một loài bọ cánh cứng trong họ Cerambycidae.